# Joaquim Carvalho
Joaquim Carvalho (18. dubna 1937 Barreiro – 5. dubna 2022) byl portugalský fotbalový brankář, reprezentant Portugalska.

## Fotbalová kariéra
Začínal v týmu FC Barreirense. Na klubové úrovní hrál v portugalské lize za Sporting Lisabon, nastoupil ve 168 ligových utkáních. Aktivní kariéru končil v týmu Atlético CP. Na Mistrovství světa ve fotbale 1966 nastoupil v utkání proti Maďarsku a s portugalskou reprezentací získal bronzové medaile za třetí místo. Za portugalskou reprezentaci nastoupil v letech 1965–1966 v 6 utkáních. Se Sportingem Lisabon vyhrál třikrát portugalskou ligu a jednou Portugalský pohár. V Poháru mistrů evropských zemí nastoupil v 8 utkáních, v Poháru vítězů pohárů nastoupil ve 14 utkáních a v roce 1964 pohár se Sportingem vyhrál a ve Veletržním poháru nastoupil v 11 utkáních.

## Ligová bilance
| Ročník                        | Zápasy | Góly | Klub                       |
| ----------------------------- | ------ | ---- | -------------------------- |
| 1. portugalská liga 1958/1959 | 2      | 0    | Sporting Lisabon           |
| 1. portugalská liga 1959/1960 | 2      | 0    | Sporting Lisabon           |
| 1. portugalská liga 1960/1961 | 5      | 0    | Sporting Lisabon           |
| 1. portugalská liga 1961/1962 | 23     | 0    | Sporting Lisabon           |
| 1. portugalská liga 1962/1963 | 18     | 0    | Sporting Lisabon           |
| 1. portugalská liga 1963/1964 | 23     | 0    | Sporting Lisabon           |
| 1. portugalská liga 1964/1965 | 15     | 0    | Sporting Lisabon           |
| 1. portugalská liga 1965/1966 | 26     | 0    | Sporting Lisabon           |
| 1. portugalská liga 1966/1967 | 12     | 0    | Sporting Lisabon           |
| 1. portugalská liga 1967/1968 | 25     | 0    | Sporting Lisabon           |
| 1. portugalská liga 1968/1969 | 0      | 0    | Sporting Lisabon           |
| 1. portugalská liga 1969/1970 | 1      | 0    | Sporting Lisabon           |
| 2. portugalská liga 1970/1971 | -      | -    | Atlético Clube de Portugal |
| 1. portugalská liga 1971/1972 | 16     | 0    | Atlético Clube de Portugal |
| CELKEM 1. portugalská liga    | 168    | 0    |                            |